# VC-1
VC-1 er det uofficielle navn for SMPTE 421M video codec standarden, oprindeligt udviklet af Microsoft. Den blev udgivet den 3. april, 2006 af SMPTE. Det er nu en officielt understøttet standard i HD DVD, Blu-ray og Windows Media Video 9 specifikationerne.

## Format
VC-1 er en videreudvikling af den konventionelle DCT-baserede video codec-design tidligere set i H.261, H.263, MPEG-1, MPEG-2 og MPEG-4 Part 2. Det er anerkendt som et alternativ til den seneste ITU-T og MPEG video codec standard kendt som H.264/MPEG-4 AVC. VC-1 understøtter kodning af interlacet video og progressiv kodning. Hovedformålet med VC-1 var oprindeligt at undestøtte interlacet og progressiv video sådan så man kunne lagre interlacet video uden først at konvertere det til progressiv kodning. Dette har gjort formatet mere attraktivt til massemedier og andre professionelle i videoindustrien.
Oprindeligt blev VC-1 anset som et Microsoft produkt, men der er faktisk 15 firmaer bag VC-1 patentet (i august 2006). Da VC-1 er en SMPTE standard kan den frit implementeres af alle, men man skal dog teoretisk set betale licensafgifter til MPEG LA LLC eller dets medlemmer, da de påstår at have patenter på formatet.
Både HD DVD og Blu-ray har medtaget VC-1 som videostandard, hvilket betyder at alle deres videoafspilningsenheder vil være i stand til at dekode og afspille video komprimeret med VC-1. Windows Vista understøtter delvist HD DVD afspilning da det har en VC-1 decoder og nogle af de relaterede komponenter som er nødvendige for afspilning af VC-1 kodede HD DVD film.
Microsoft har udvalgt VC-1 som det officielle Xbox 360 video codec, og spiludviklere kan dermed bruge VC-1 til full motion video i spil. Efter en opdatering den 31 oktober 2006 kan folk nu afspille alle typer Windows Media Video på deres Xbox 360 fra optiske medier, USB-sticks, eller streame det fra deres PC vha. Windows Media Connect/Windows Media Player 11. På denne måde kan alle Xbox 360 ejere afspille VC-1 film.
FFmpeg-projektet har en fri VC-1 decoder.